# Konstantin Herleinsberger
Konstantin Herleinsberger (* 1991 in Passau) ist ein deutscher Jazzmusiker (Saxophon, Komposition).

## Leben und Wirken
Herleinsberger erhielt ab dem Alter von neun Jahren Unterricht auf dem Saxophon. Zunehmend vom Jazz begeistert wurde das Tenorsaxophon sein Hauptinstrument. 2011 begann er ein Instrumentalstudium an der Hochschule für Musik Nürnberg bei Klaus Graf, Steffen Schorn und Hubert Winter. Im Folgejahr wurde er Mitglied des Landesjugendjazzorchesters Bayern unter der Leitung von Harald Rüschenbaum, mit dem er an Konzerttourneen nach Sizilien und Südostasien beteiligt war. Seit Herbst 2015 lebt er in Hamburg, wo er den Jazz-Masterstudiengang absolviert.
Seit 2014 leitet Herleinsberger sein eigenes Quartett, für das er komponiert; mit dieser Band veröffentlichte er 2016 bei Mons Records das Album Round Corners. Daneben ist er an den Alben Fields und Floating Food von Rebecca Treschers Ensemble 11 beteiligt. Zudem ist er auf Alben des Landesjugendjazzorchesters und des Bamesreiter Schwartz Orchestra sowie auf Alben von Carlos Reisch (The Big Band Rapertoire) und von Daniel Scholz zu hören.

## Preise und Auszeichnungen
2014 und 2015 war Herleinsberger Preisträger des Jazz-Ensemble-Wettbewerbs des Bruno-Rother-Gedächtnis-Stipendiums, den der Rotary-Clubs Nürnberg-Fürth veranstaltete. Außerdem war er Nachwuchsförderpreisträger 2015 seines Heimatlandkreises Passau. Mit seinem Quartett gewann er 2015 den Preis der LAG Jazz. Mit Treschers Ensemble 11 erhielt er 2017 den Bayerischen Kunstförderpreis in der Sparte „Musik und Tanz“.